# Psaliodes fractilinea
Psaliodes fractilinea là một loài bướm đêm trong họ Geometridae.